# Рон Уелти
Роналд „Рон“ Уелти (роден на 1 февруари 1971 г. в Лонг Бийч, Калифорния) е бивш барабанист на американската пънк рок група Офспринг. От всички барабанисти на групата, Уелти се задържа най-дълго, тъй като е в групата от юли 1987 г. до март 2003 година. Той заменя първоначалния барабанист Джеймс Лиля и е само на 16 при присъединяването си. Въпреки това, той напуска за да сформира своя група наречена Steady Ground, в която той свири на барабани и копродуцира. Заминаването му е обявено на 18 март 2003 г. на официалния сайт на Офспринг. Той е свирил върху първите шест албума на Офспринг като барабанист, The Offspring, Ignition, Smash, Ixnay On The Hombre, Americana и Conspiracy Of One. Той напуска групата, когато са били в средата на записите на албума Splinter, който е седмият албум на Офспринг и излиза през декември 2003 година. На 26 февруари 2006 г., Steady Ground издава три демо песни в Myspace, озаглавени Everyone's Emotional, I Can't Contain Myself и You Better Close Your Eyes. Те се разпадат през 2007 година.

## Барабани
- 18x22 Bass Drum
- 5.5x14 Bronze Snare Drum
- 9x12 Rack Tom
- 10x13 Rack Tom
- 16x16 Floor Tom
- 5" Cowbell
- 8" Cowbell
- 14" A New Beat Hi-Hats
- 18" A Medium Thin Crash
- 18" A Medium Crash
- 20" A Ping Ride
- 20" A China Boy High
- Tama Hardware
- DW Delta 5000 Bass Pedal
- Remo Emperor Ambassador Batter Tops
- Remo Ambassador Bottoms
- Zildjian Vinnie Colaiuta Artist Series Drumsticks.